# 彼得·什坎塔尔
彼得·什坎塔尔（英語：Peter Škantár，1982年7月20日—），斯洛伐克男子皮划艇运动员。他曾代表斯洛伐克参加2016年夏季奥林匹克运动会皮划艇比赛，获得男子双人划艇激流金牌。

## 家庭
堂弟拉吉斯拉夫·什坎塔尔。